# Cantó de L'Archa
El cantó de L'Archa és un cantó francès al districte de Briva la Galharda (departament de la Corresa) que compta amb vuit municipis (Chartrier e Ferrièra, Chastél, Cublac, L'Archa, Lissac, Mansac, Sent Sarnin de L'Archa i Sent Pantaleon de L'Archa) i el cap és L'Archa.
| Data d'elecció                           | Identitat            | Partit                     | Qualitat |
| ---------------------------------------- | -------------------- | -------------------------- | -------- |
| 1973-1979                                | M. Laroche           | Divers droite              |          |
| 1979-1985                                | Lucien Tronche       | PCF                        |          |
| 1985-2004                                | Georges Auger        | Divers droite, després RPR |          |
| 2004-                                    | Jean-Jacques Delpech | UMP                        |          |
| les dades anteriors no són pas conegudes |                      |                            |          |

| 1962  | 1968  | 1975  | 1982  | 1990  | 1999  | 2006   |
| ----- | ----- | ----- | ----- | ----- | ----- | ------ |
| 5.505 | 6.101 | 6.968 | 8.209 | 9.328 | 9.791 | 11.056 |